# 楠田幹人 (政治家)
楠田 幹人（くすだ みきと、1941年〈昭和16年〉5月26日 - ）は、日本の政治家。福岡県筑紫野市長（2期）、福岡県議会議員（1期）を務めた。

## 来歴
福岡県朝倉郡夜須町（現・筑前町）出身。福岡県立修猷館高等学校を経て、1966年（昭和41年）、佐賀大学文理学部卒。卒業後は福岡銀行に入る。1975年（昭和50年）、筑紫野市議会議員に当選した。1979年（昭和54年）、福岡県議会議員選挙に立候補したが、この時は落選した。1983年（昭和58年）の県議選では筑紫野市選挙区から自民党公認で立候補して、初当選を果たした。1987年（昭和62年）、筑紫野市長に当選。同年2月1日に就任した。1991年（平成3年）の市長選は無投票で再選を果たした。1995年（平成7年）は不出馬。翌1996年の第41回衆議院議員総選挙において福岡5区から新進党公認で立候補したが、落選。選挙後、公職選挙法違反で逮捕された。2023年（令和5年）の筑紫野市長選挙では、平井一三の応援に入った。

## 親族
- 二男 - 楠田大蔵（太宰府市長)